# Station Moliens
Station Moliens is een spoorwegstation in de Franse gemeente Moliens. Het station is gesloten.